# Cour de Rohan
La cour de Rohan est une voie semi-publique située dans le quartier de la Monnaie dans le 6e arrondissement de Paris.

## Situation et accès
La cour de Rohan est desservie par les lignes 4 et 10 à la station Odéon.

## Origine du nom
La voie porte le nom de « Rohan », qui est une altération de Rouen, en raison de son voisinage avec l'hôtel des archevêques de Rouen, donnant sur la rue du Jardinet.

## Historique

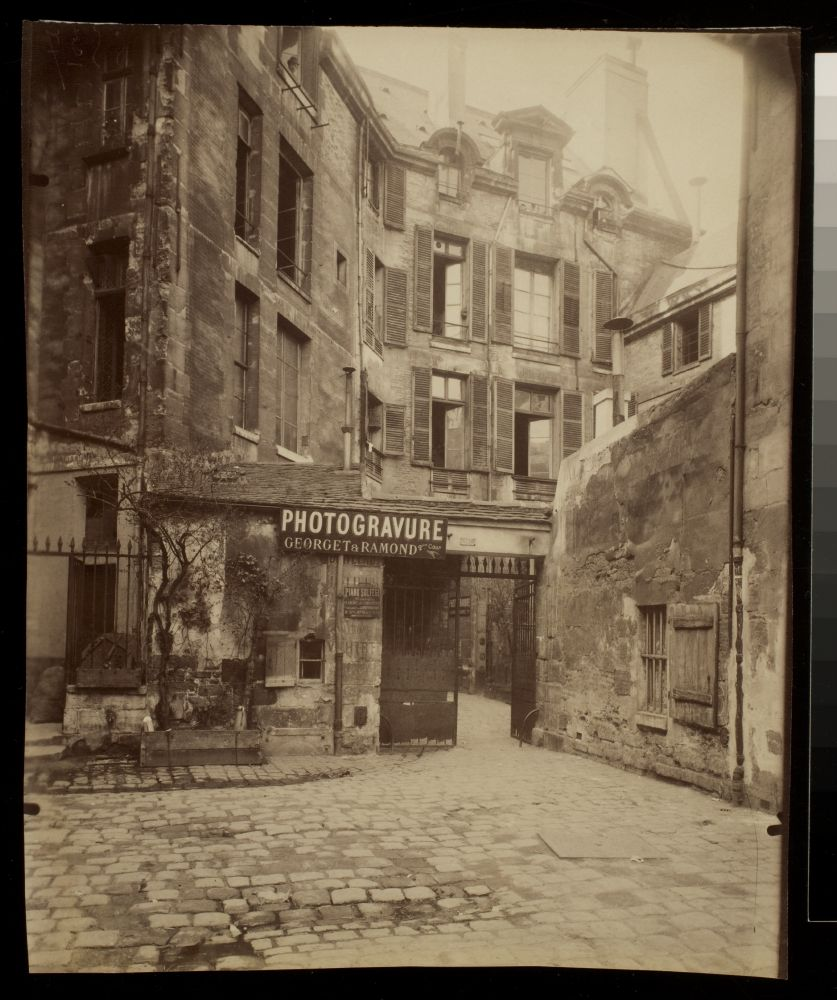
Cour de Rouen - passage du Commerce (6e ar), par Eugène Atget (1908).

Cette cour, créée avant le XVIe siècle, a porté le nom d'« impasse de la cour de Rouen ». Henri II y fait construire plusieurs bâtiments pour sa maîtresse Diane de Poitiers.
Elle est citée sous le nom de « rue de la Court de Rouen » dans un manuscrit de 1636.

## Bâtiments remarquables et lieux de mémoire
- L'immeuble situé au no 3 de la cour, construit sur ordre d'Henri II, est classé aux monuments historiques.
- Des restes de l'enceinte de Philippe Auguste sont visibles aux nos 3-7[3].
- La cour de Rohan débouche à la fois sur la cour du Commerce-Saint-André au niveau du café Le Procope et sur la rue du Jardinet.
- À partir de 1936, le peintre Balthus a eu son atelier à l'entrée de la cour de Rohan[4].
- Le peintre et graveur Charles Jouas et sa femme l'artiste peintre symboliste Louise Desbordes ont eu un atelier au n°3 bis à partir de 1894.
- L'artiste américaine Sheila Hicks possède son atelier dans la cour depuis 1964.
- Un trépied appelé pas-de-mule servait à monter à cheval.

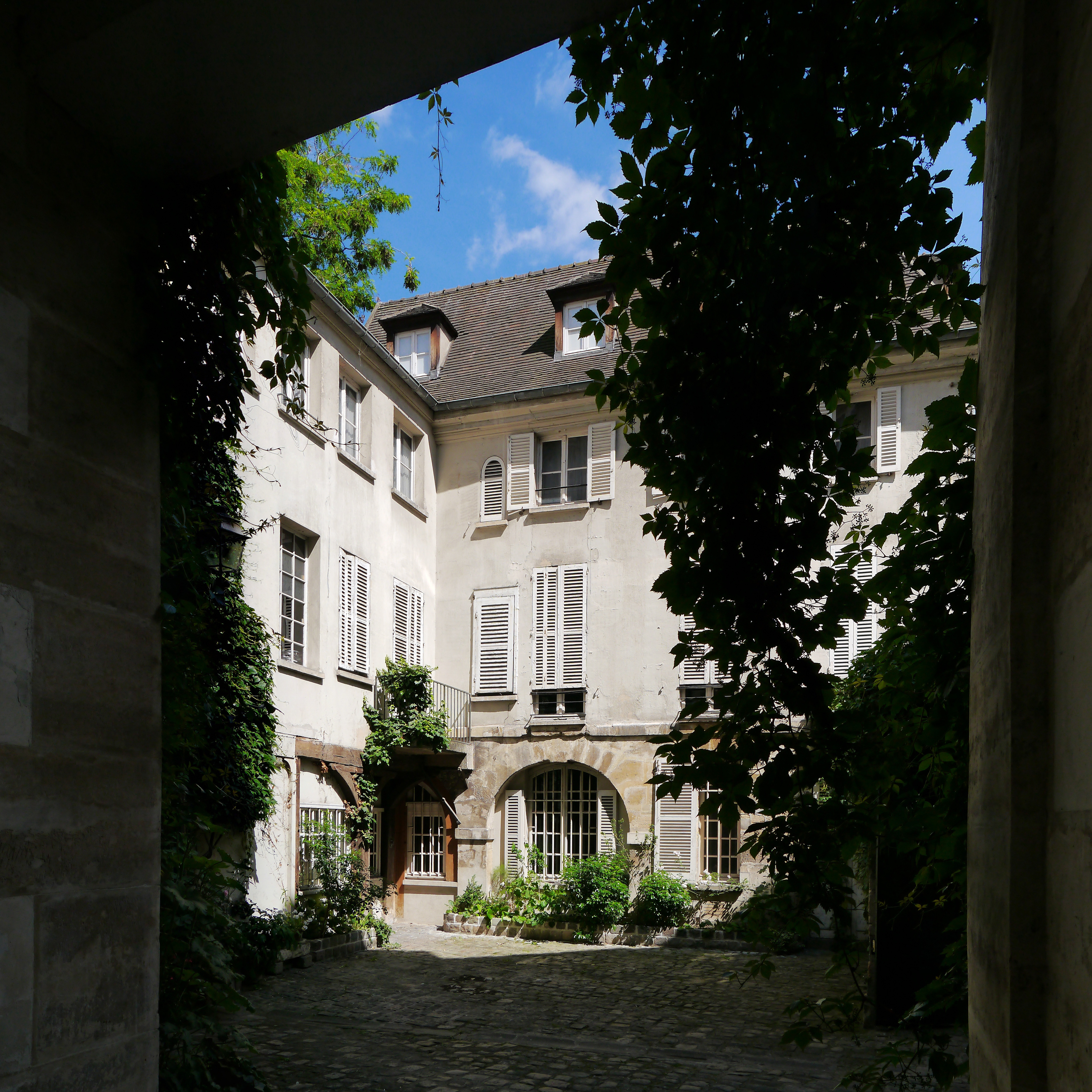
La cour.
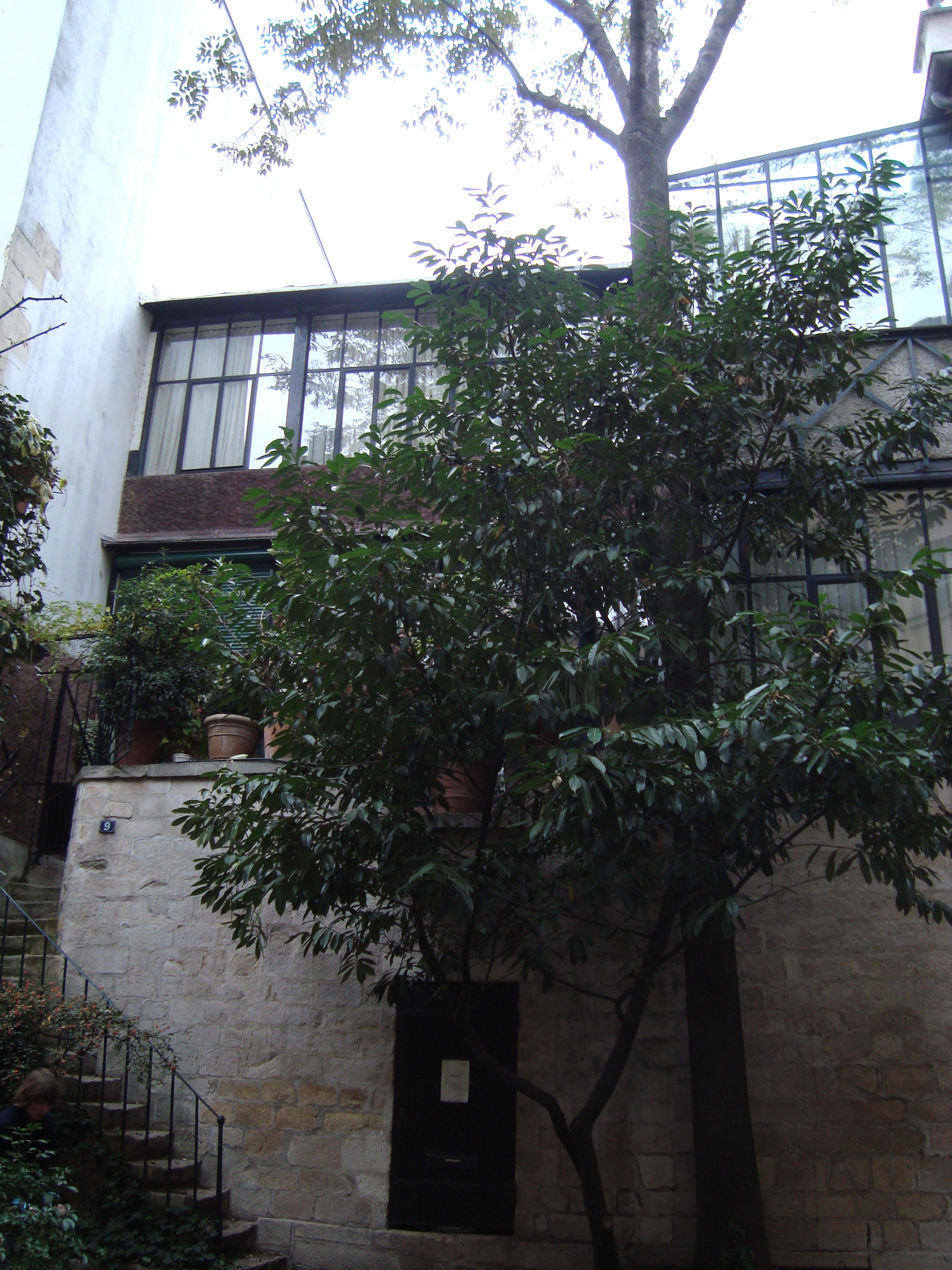
L’atelier de Balthus.
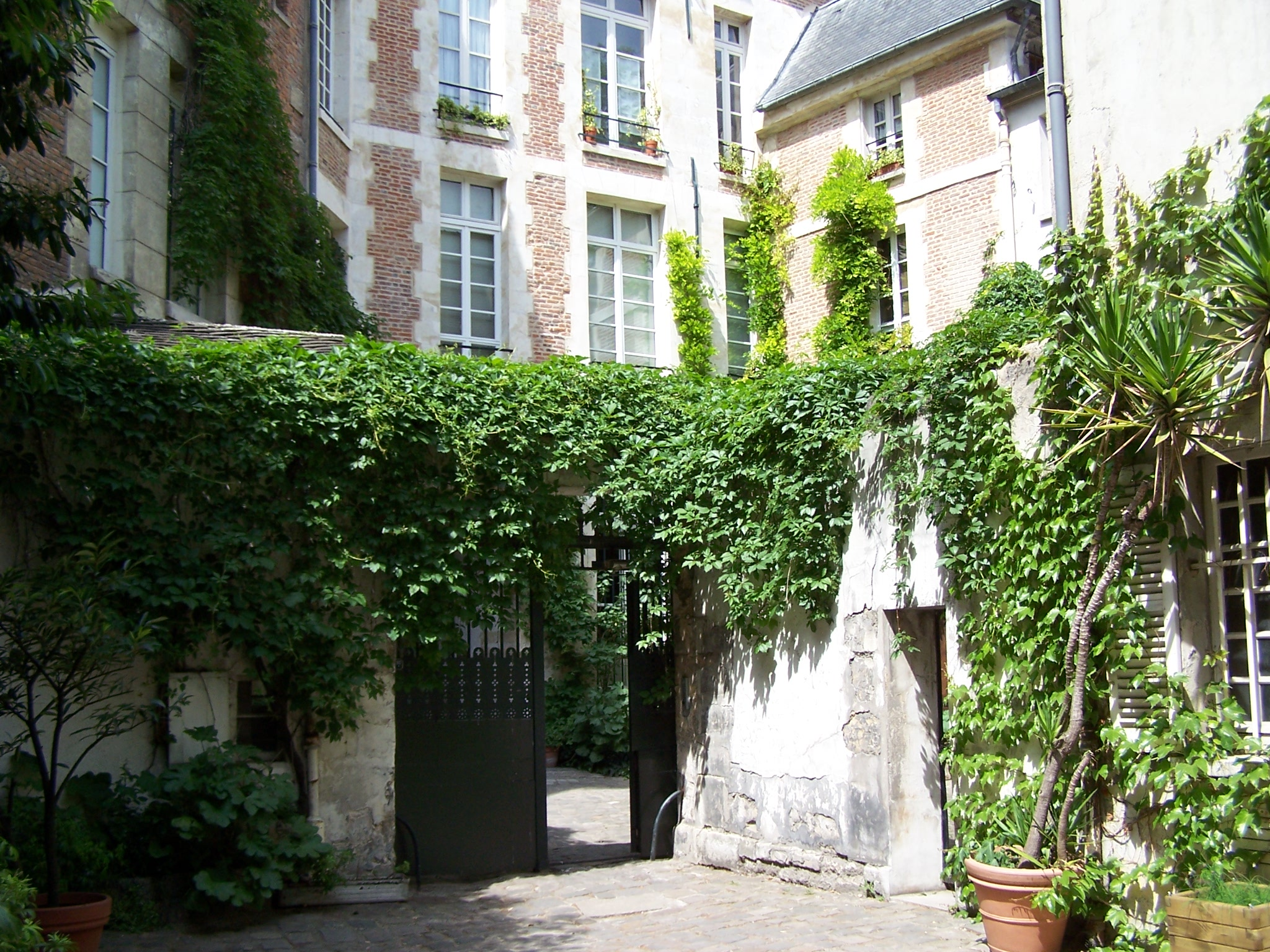
La cour dans sa partie centrale.
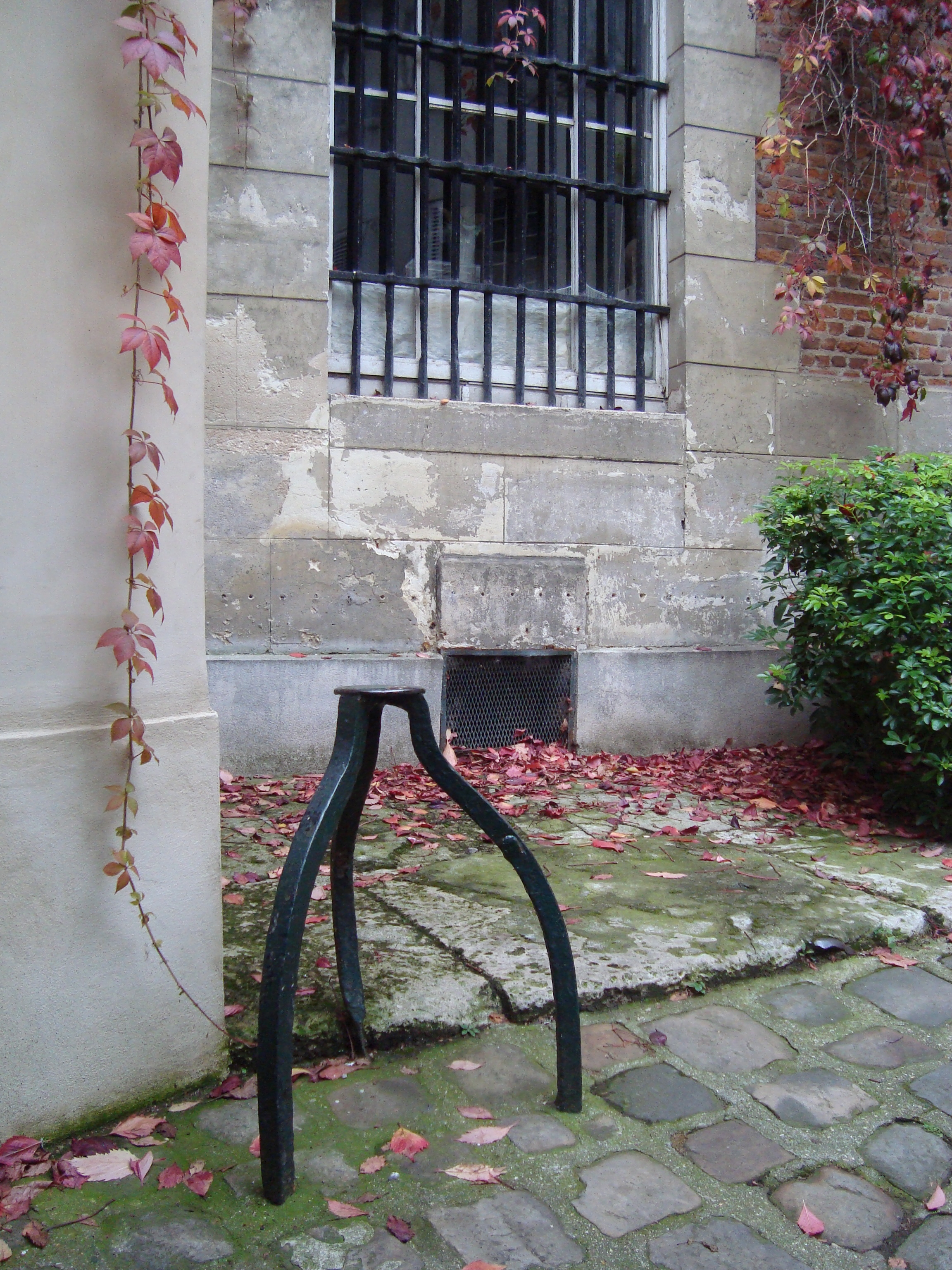
Le trépied pour monter à cheval.